# Adolf Theodor Mayer
Adolf Theodor Mayer (* 17. September 1871 in Tübingen; † 26. Januar 1952 ebenda) war ein deutscher Apotheker und Botaniker.
Im April 1890 begann Mayer in der Apotheke seines Vaters Wilhelm Mayer (Mayersche-Apotheke Tübingen) seine Lehre. Nach dem Vorexamen und der Militärdienstzeit arbeitete er in Wangen im Allgäu und Weinsberg. An der Universität Tübingen studierte Adolf Mayer Pharmazie und legte dort 1897 sein Staatsexamen ab.
Danach war er mehrere Jahre in der Hagenbachschen Apotheke in Basel tätig.
Im Jahr 1902 kehrte Mayer in die väterliche Apotheke zurück. Anlässlich seines 80. Geburtstages wurde ihm von der mathematisch-naturwissenschaftlichen Fakultät der Universität Tübingen die Würde eines Dr. der Naturwissenschaften h. c. verliehen.
Mayer war einer der bedeutendsten schwäbischen Apotheker und Botaniker und ein ausgezeichneter Kenner der schwäbischen Flora. Bereits in jungen Jahren verfasste er seine „Flora von Tübingen und Umgebung“, der später noch andere folgten. Diese Werke zeichnen sich durch eine genaue Kenntnis der Pflanzenstandorte aus und gaben über die Herkunft der einzelnen Pflanzen genaue Auskunft.
Mayer wurde die Durchsicht und Ordnung des 20.000 Pflanzen umfassenden Tübinger Universitäts-Herbariums übertragen. Außerdem hat er über 25 Jahre im Auftrag der Apotheker-Kammer Exkursionen für Studierende und Jungapotheker durchgeführt. Zahlreiche botanische Abhandlungen veröffentlichte Mayer u. a. in der Süddeutschen Apotheker-Zeitung. Sein eigenes Herbarium kam nach seinem Tod durch Kauf an das Staatliche Museum für Naturkunde in Stuttgart.
Sein Name ist verewigt in Mayers Sommerwurz (Orobanche alsatica subsp. mayeri), die er auf der Schwäbischen Alb entdeckt hat.

## Schriften
- Flora von Tübingen und Umgebung. Tübingen 1904.
- Exkursionsflora der Universität Tübingen. Tübingen 1930.
- Exkursionsflora von Südwürttemberg und Hohenzollern. Stuttgart 1950.